# The Self-Titled Tour
The Self Titled Tour is de eerste grote concertreeks van Dua Lipa, ter promotie van haar debuutalbum Dua Lipa uit 2017. De tournee bevat een honderdtal optredens in Azië, Australië, Europa, Noord- en Zuid-Amerika.
De Britse zangeres startte haar tour op 5 oktober 2017 in Brighton, vervolgens zette ze haar parcours verder in Europa. Ook verschillende festivals zoals Mad Cool Festival, Tomorrowland, Sziget Festival en Pukkelpop konden van Lipa's wereldtournee genieten. Op 10 december 2018 sloot Lipa de tournee af in de Amerikaanse stad Denver.

## Achtergrond

### Verkoop
Op 12 mei 2017 enkele weken voor de release van haar debuutalbum kondigde Dua Lipa de eerste 20 shows aan in Europa, in 9 verschillende landen. Onder de 20 shows zat ook de Lotto Arena in België. Dit was toen Dua's grootste solo show, en haar eerste arena die ze uitverkochte. In Nederland bracht de zangeres de tournee naar de AFAS Live. Op 12 september 2017 volgden meer data, ditmaal voor de Amerikaanse fans. De meeste shows waren snel uitverkocht, daarom besloot Dua om in bepaalde steden een tweede show te doen, of de show te geven in een grotere zaal. Door het grote succes van haar zomersingle "New Rules" kondigde Dua Lipa nog 9 shows aan in haar thuisland en in Ierland. Verschillende arena's werden uitverkocht door de Britse zangeres. Later werden er nog een tiental shows toegevoegd in Azië, waaronder zelf enkele arena's. In de zomer van 2018 bezocht Lipa verschillende festivals in Amerika en Europa. Belgische fans konden Lipa te werk zien op Tomorrowland en op Pukkelpop. De Nederlandse fans konden haar voor een tweede keer op Lowlands zien.

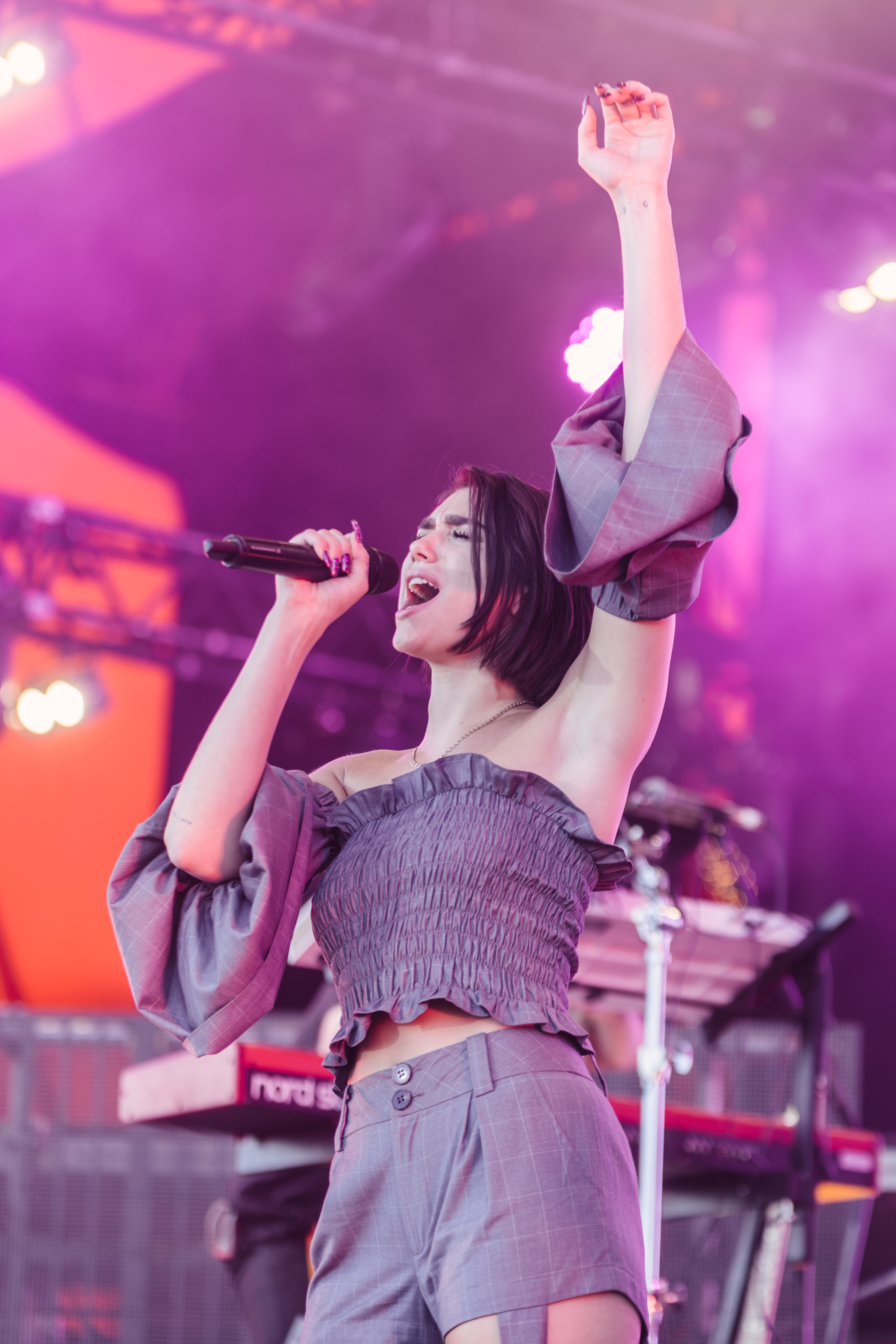
Dua Lipa op het Roskilde Festival in Denemarken

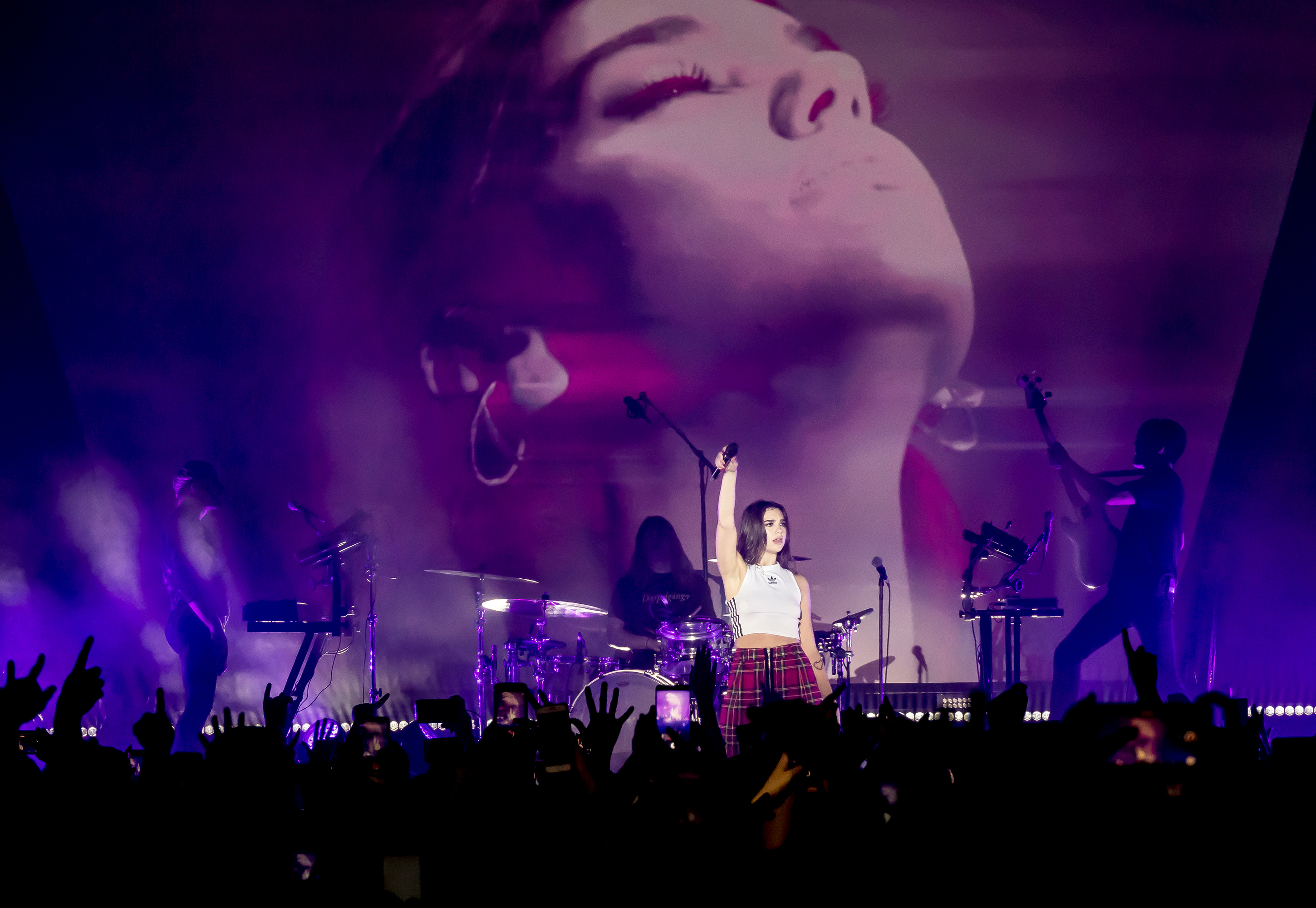
Dua Lipa zingt "Begging" tijdens The Self-Titled Tour in Los Angeles.

### Podium
Tijdens de shows zelf maakte Dua Lipa gebruik van een trapeziumvormige achtergrond waarop visuals geprojecteerd werden. Tijdens New Rules en IDGAF werden er bijvoorbeeld stukjes uit de videoclip geprojecteerd.

### Band
Lipa werd vanaf april 2018 (de show in Dublin) vergezeld door twee achtergrondzangeressen (Naomi Scarlett & Ciara O' Connor) en twee danseressen (Belen Leroux & Madeleine Waters). Ook werden vanaf deze show nieuwe visuals gebruikt.
De band bleef gedurende de hele tournee hetzelfde met Matty Carroll en Kai Smith op bass en keys en William Bowerman als drummer.

## Voorprogramma's
- Clairo (Verenigde Staten)
- Tommy Genesis (Verenigde Staten)
- Off Bloom (Europa)
- Grace Carter (Europa)
- Col3Trane (Verenigd Koninkrijk & Ierland)
- Vic Mensa (Verenigd Koninkrijk)
- Marteen (Verenigde Staten & Canada)
- Transviolet (Verenigde Staten)
- Yoshi Flower (Verenigde Staten)

## Setlist
De setlist vanaf april 2018 (Dublin show): 
1. "Blow Your Mind (Mwah)"
2. "Dreams/No Lie
3. "My Love"
4. "Lost in Your Light"
5. "High"
6. "Garden"
7. "Last Dance"
8. "Be the One"
9. "Thinking 'Bout You" (Akoestisch)
10. "New Love" (Akoestisch)
11. "Genesis"
12. "One Kiss" (vanaf zomer 2018)
13. "Scared to Be Lonely"
14. "Homesick"
15. "No Goodbyes"
16. "Hotter Than Hell"
17. "Begging"

Encore : 
1. "IDGAF"
2. "New Rules"

Opmerkingen :
- Tijdens de shows in Denver, Taipei en Wallingford zong Dua Lipa ook haar samenwerking met Silk City Electricity.
- Bad Together stond op 17 shows op de setlist.
- Homesick en Last Dance werden op enkele shows niet gezongen.
- Tijdens haar festival tournee werden er ongeveer 12 nummers gebracht. Op de festivals Sziget en Sunny Hill werd een langere show van meer dan 16 nummers gespeeld.
- De show van Denver vond initieel plaats op 26 juni 2018, maar door een oorinfectie moest de zangeres na vier nummers afhaken.

## Shows
| Datum             | Stad             | Land                         | Plaats                                     | Opening act         |
| ----------------- | ---------------- | ---------------------------- | ------------------------------------------ | ------------------- |
| 5 oktober 2017    | Brighton         | Verenigd Koninkrijk          | Brighton Dome                              | Off Bloom           |
| 6 oktober 2017    | Bournemouth      | Verenigd Koninkrijk          | O2 Academy Bournemouth                     | Grace Carter        |
| 8 oktober 2017    | Leeds            | Verenigd Koninkrijk          | O2 Academy Leeds                           | Grace Carter        |
| 10 oktober 2017   | Manchester       | Verenigd Koninkrijk          | Manchester Academy                         | Grace Carter        |
| 11 oktober 2017   | Glasgow          | Verenigd Koninkrijk          | O2 Academy Glasgow                         | Off Bloom           |
| 13 oktober 2017   | Newcastle        | Verenigd Koninkrijk          | O2 Academy Newcastle                       | Off Bloom           |
| 14 oktober 2017   | Birmingham       | Verenigd Koninkrijk          | O2 Academy Birmingham                      | Off Bloom           |
| 17 oktober 2017   | Parijs           | Frankrijk                    | YOYO                                       | Grace Carter        |
| 19 oktober 2017   | München          | Duitsland                    | Backstage Werk                             | Grace Carter        |
| 20 oktober 2017   | Frankfurt        | Duitsland                    | Batschkapp                                 | Grace Carter        |
| 21 oktober 2017   | Esch-sur-Alzette | Luxemburg                    | Rockhal                                    | Grace Carter        |
| 24 oktober 2017   | Keulen           | Duitsland                    | Live Music Hall                            | Grace Carter        |
| 25 oktober 2017   | Berlijn          | Duitsland                    | Astra Kulturhaus                           | Grace Carter        |
| 27 oktober 2017   | Hamburg          | Duitsland                    | Docks                                      | Grace Carter        |
| 29 oktober 2017   | Oslo             | Noorwegen                    | Rockefeller                                | Off Bloom           |
| 1 november 2017   | Kopenhagen       | Denemarken                   | Amager Bio                                 | Off Bloom           |
| 3 november 2017   | Antwerpen        | België                       | Lotto Arena                                | Off Bloom           |
| 5 november 2017   | Amsterdam        | Nederland                    | AFAS Live                                  | Off Bloom           |
| 6 november 2017   | Londen           | Verenigd Koninkrijk          | O2 Academy Brixton                         | Grace Carter        |
| Zuid-Amerika      |                  |                              |                                            |                     |
| 9 november 2017   | São Paulo        | Brazilië                     | Audio Club                                 | —                   |
| 13 november 2017  | Buenos Aires     | Argentinië                   | Teatro Vorterix                            | Naomi Preizler      |
| Noord-Amerika     |                  |                              |                                            |                     |
| 19 november 2017  | Mexico-Stad      | Mexico                       | Festival Corona Capital                    | —                   |
| 20 november 2017  | Boston           | Verenigde Staten             | House of Blues Boston                      | Marteen             |
| 22 november 2017  | Toronto          | Canada                       | Rebel                                      | Marteen             |
| 23 november 2017  | Montréal         | Canada                       | Métropolis                                 | Marteen             |
| 24 november 2017  | New York         | Verenigde Staten             | Hammerstein Ballroom                       | Marteen             |
| 26 november 2017  | Chicago          | Verenigde Staten             | Aragon Ballroom                            | Marteen             |
| 28 november 2017  | Silver Spring    | Verenigde Staten             | The Fillmore Silver Spring                 | Marteen             |
| 30 november 2017  | Nashville        | Verenigde Staten             | The Cannery Ballroom                       | Marteen             |
| 2 december 2017   | San Jose         | Verenigde Staten             | SAP Center                                 | —                   |
| 5 december 2017   | Albany           | Verenigde Staten             | Palace Theatre                             | —                   |
| Noord-Amerika     |                  |                              |                                            |                     |
| 13 december 2017  | Milwaukee        | Verenigde Staten             | The Rave/Eagles Club                       | —                   |
| 14 december 2017  | Columbus         | Verenigde Staten             | Express Live                               | —                   |
| 30 januari 2018   | Montréal         | Canada                       | M Telus                                    | —                   |
| 2 februari 2018   | Dallas           | Verenigde Staten             | South Side Ballroom                        | Tommy Genesis       |
| 3 februari 2018   | Houston          | Verenigde Staten             | Revention Music Center                     | Tommy Genesis       |
| 5 februari 2018   | Denver           | Verenigde Staten             | Ogden Theatre                              | Tommy Genesis       |
| 6 februari 2018   | Salt Lake City   | Verenigde Staten             | The Depot                                  | Tommy Genesis       |
| 8 februari 2018   | Los Angeles      | Verenigde Staten             | Hollywood Palladium                        | Tommy Genesis       |
| 9 februari 2018   | Phoenix          | Verenigde Staten             | The Van Buren                              | Tommy Genesis       |
| 10 februari 2018  | San Diego        | Verenigde Staten             | House of Blues                             | Tommy Genesis       |
| 12 februari 2018  | Los Angeles      | Verenigde Staten             | Hollywood Palladium                        | Tommy Genesis       |
| 13 februari 2018  | San Francisco    | Verenigde Staten             | The Masonic                                | Tommy Genesis       |
| 15 februari 2018  | Portland         | Verenigde Staten             | Roseland Theater                           | Tommy Genesis       |
| 16 februari 2018  | Vancouver        | Canada                       | Vogue Theatre                              | Tommy Genesis       |
| 17 februari 2018  | Seattle          | Verenigde Staten             | The Showbox                                | Tommy Genesis       |
| Azië              |                  |                              |                                            |                     |
| 24 februari 2018  | Abu Dhabi        | Verenigde Arabische Emiraten | du Forum                                   | —                   |
| Oceanië           |                  |                              |                                            |                     |
| 12 maart 2018     | Melbourne        | Australië                    | Palais Theatre                             | —                   |
| 21 maart 2018     | Sidney           | Australië                    | Big Top                                    | —                   |
| Europa            |                  |                              |                                            |                     |
| 9 april 2018      | Dublin           | Ireland                      | Olympia Theatre                            | Vic Mensa Col3trane |
| 10 april 2018     | Dublin           | Ireland                      | Olympia Theatre                            | Vic Mensa Col3trane |
| 12 april 2018     | Glasgow          | Verenigd Koninkrijk          | SSE Hydro                                  | Vic Mensa Col3trane |
| 14 april 2018     | Manchester       | Verenigd Koninkrijk          | O2 Apollo Manchester                       | Vic Mensa Col3trane |
| 15 april 2018     | Manchester       | Verenigd Koninkrijk          | O2 Apollo Manchester                       | Vic Mensa Col3trane |
| 17 april 2018     | Birmingham       | Verenigd Koninkrijk          | Genting Arena                              | Vic Mensa Col3trane |
| 18 april 2018     | Cardiff          | Verenigd Koninkrijk          | Motorpoint Arena Cardiff                   | Vic Mensa Col3trane |
| 20 april 2018     | London           | Verenigd Koninkrijk          | Alexandra Palace                           | Vic Mensa Col3trane |
| 24 april 2018     | Stockholm        | Zweden                       | Annexet                                    | —                   |
| 29 april 2018     | Bakoe            | Azerbaijan                   | Baku Crystal Hall                          | —                   |
| Azië              |                  |                              |                                            |                     |
| 01 mei 2018       | MongKok          | Hong Kong                    | Macpherson Stadium                         | —                   |
| 03 mei 2018       | Kuala Lumpur     | Maleisië                     | Life Centre                                | —                   |
| 04 mei 2018       | Singapore        | Singapore                    | The Star Theatre                           | —                   |
| 06 mei 2018       | Seoul            | Zuid-Korea                   | Yes24 Live Hall                            | —                   |
| 08 mei 2018       | Tokio            | Japan                        | Zepp                                       | —                   |
| Europa            |                  |                              |                                            |                     |
| 01 juni 2018      | Warschau         | Polen                        | Orange Warsaw Festival                     | —                   |
| 02 juni 2018      | Moskou           | Rusland                      | Crocus City Hall                           | —                   |
| Noord-Amerika     |                  |                              |                                            |                     |
| 05 juni 2018      | Houston          | Verenigde Staten             | Revention Music Center                     | Clairo              |
| 06 juni 2018      | Dallas           | Verenigde Staten             | South Side Ballroom                        | Clairo              |
| 07 juni 2018      | Dallas           | Verenigde Staten             | South Side Ballroom                        | Clairo              |
| 09 juni 2018      | Atlanta          | Verenigde Staten             | Coca-Cola Roxy Theater                     | Clairo              |
| 10 juni 2018      | Manchester       | Verenigde Staten             | Great Stage Park                           | Clairo              |
| 12 juni 2018      | Miami            | Verenigde Staten             | Klipsch Amphitheater                       | Clairo              |
| 13 juni 2018      | Lake Buena Vista | Verenigde Staten             | House of Blues                             | Clairo              |
| 24 juni 2018      | Minneapolis      | Verenigde Staten             | Minneapolis Armory                         |                     |
| 29 juni 2018      | San Diego        | Verenigde Staten             | Cal Coast Credit Union Open Air Theatre    | Clairo              |
| 30 juni 2018      | San Francisco    | Verenigde Staten             | Bill Graham Civic Auditorium               | Clairo              |
| 02 juli 2018      | Seattle          | Verenigde Staten             | WaMu Theater                               | Clairo              |
| Europa            |                  |                              |                                            |                     |
| 07 juli 2018      | Roskilde         | Denemarken                   | Roskilde Festival                          | —                   |
| 08 juli 2018      | Ruissalo         | Finland                      | Ruisrock                                   | —                   |
| 10 juli 2018      | Glasgow          | Verenigd Koninkrijk          | Glasgow Green                              | —                   |
| 12 juli 2018      | Larvik           | Noorwegen                    | Stavernfestivalen                          | —                   |
| 12 juli 2018      | Madrid           | Spanje                       | Mad Cool Festival                          | —                   |
| 21 juli 2018      | Boom             | België                       | Tomorrowland                               | —                   |
| 22 juli 2018      | Parijs           | Frankrijk                    | Lollapalooza                               | —                   |
| Noord-Amerika     |                  |                              |                                            |                     |
| 30 juli 2018      | Toronto          | Canada                       | RBC Echo Beach                             | —                   |
| 03 augustus 2018  | Chicago          | Verenigde Staten             | Vic Theatre                                | —                   |
| 04 augustus 2018  | Chicago          | Verenigde Staten             | Lollapalooza                               | —                   |
| 05 augustus 2018  | Montréal         | Canada                       | Osheaga Festival                           | —                   |
| Europa            |                  |                              |                                            |                     |
| 10 augustus 2018  | Pristina         | Kosovo                       | Sunny Hill Festival                        | —                   |
| 12 augustus 2018  | Boedapest        | Hongarije                    | Sziget-festival                            | —                   |
| 14 augustus 2018  | Antalya          | Turkije                      | Regnum Carya Golf & Spa Resort             | —                   |
| 16 augustus 2018  | Hasselt          | België                       | Pukkelpop                                  | —                   |
| 19 augustus 2018  | Biddinghuizen    | Nederland                    | Lowlands Festival                          | —                   |
| 25 augustus 2018  | Reading          | Verenigd Koninkrijk          | Reading Festival                           | —                   |
| 26 augustus 2018  | Leeds            | Verenigd Koninkrijk          | Leeds Festival                             | —                   |
| 01 september 2018 | Strandbally      | Ierland                      | Electric Picnic                            | —                   |
| 01 september 2018 | Berlijn          | Duitsland                    | Lollapalooza                               | —                   |
| Azië              |                  |                              |                                            |                     |
| 11 september 2018 | Guangzhou        | China                        | Sun Yat-sen Memorial Hall                  | —                   |
| 12 september 2018 | Shanghai         | China                        | National Exhibition and Convention Center  | —                   |
| 14 september 2018 | Manilla          | Filipijnen                   | Mall of Asia Arena                         | —                   |
| 16 september 2018 | Marina Bay       | Singapore                    | Marina Bay Street Circuit                  | —                   |
| 17 september 2018 | Bangkok          | Thailand                     | GMM Live House                             | —                   |
| 19 september 2018 | Taipei           | Taiwan                       | International Convention Center            | —                   |
| Noord-Amerika     |                  |                              |                                            | —                   |
| 27 september 2018 | Las Vegas        | Verenigde Staten             | The Chelsea, The Cosmopolitan of Las Vegas | Yoshi Flower        |
| 30 september 2018 | Wallingford      | Verenigde Staten             | Oakdale Theatre                            | Transviolet         |
| 10 december 2018  | Denver           | Verenigde Staten             | Fillmore Auditorium                        | Clairo              |